# Giacomo Bulgarelli
Giacomo Bulgarelli (* 24. Oktober 1940 in Portonovo di Medicina (BO), Italien; † 12. Februar 2009 in Bologna) war ein italienischer Fußballspieler, -funktionär und TV-Kommentator.
Bulgarelli spielte während seiner gesamten Karriere beim FC Bologna im Mittelfeld und zählt bis heute zu den bedeutendsten Spielern in der Geschichte des emilianischen Klubs. 1968 gewann er mit der italienischen Nationalmannschaft die Fußball-Europameisterschaft im eigenen Land.

## Karriere

### Im Verein
Giacomo Bulgarelli bestritt in seiner Karriere 392 Serie-A-Partien für den FC Bologna und erzielte dabei 43 Tore. Sein Debüt in Italiens höchster Spielklasse gab er am 19. April 1959 beim 1:0 gegen Vicenza, sein letztes Spiel bestritt er am 4. Mai 1975 gegen Ascoli. 1961 gewann der Mittelfeldspieler mit den Bolognesen den Mitropapokal. In der Saison 1963/64 hatte Bulgarelli als Spielführer und Regisseur im Mittelfeld maßgeblichen Anteil am Gewinn des siebenten italienischen Meistertitels des FC Bologna, den durch einen 2:0-Sieg im Entscheidungsspiel gegen Inter Mailand am 7. Juni 1964 in Rom erreicht wurde und den er dem drei Tage zuvor verstorbenen Vereinspräsidenten Renato Dall’Ara widmete. 1969/70 und 1973/74 gewann der Italiener mit den Rossoblù die Coppa Italia. Insgesamt absolvierte Bulgarelli 486 Partien für Bologna und erzielte dabei 58 Treffer.

### In der Nationalmannschaft
Mit der italienischen Olympiaauswahl erreichte Giacomo Bulgarelli bei den Olympischen Sommerspielen 1960 in Rom den vierten Platz.
In der italienischen A-Nationalmannschaft debütierte Bulgarelli am 7. Juni 1962 beim 3:0-Sieg gegen die Schweiz, zu dem er zwei Tore beisteuerte. In der Folge nahm er mit der Squadra Azzurra an den Fußball-Weltmeisterschaften 1962 in Chile und 1966 in England teil, bei denen die Azzurri jeweils bereits nach der Gruppenphase ausschieden. Beim 6:1-Erfolg am 4. November 1964 im WM-Qualifikationsspiel gegen Finnland verkörperte er den „Rest von Italien“ alleine, denn alle anderen zehn Spieler – Sarti, Burgnich, Facchetti, Picchi, Guarneri, Mazzola, Corso  (Inter); Lodetti, Mora, Rivera (AC) – gehörten den zwei Mailändern Vereinen an. Bei der WM 1966 war Bulgarelli Kapitän bei der denkwürdigen 0:1-Niederlage gegen Nordkorea, die das Scheitern in England besiegelte. Wegen einer schweren Verletzung schied er dort in der 34. Minuten aus, da Auswechslungen damals nicht möglich waren, musste Italien mit nur 10 Mann zu Ende spielen.
1968 gehörte Giacomo Bulgarelli zum italienischen Kader, der bei der Fußball-Europameisterschaft im eigenen Land den Titel gewann, wurde jedoch nicht eingesetzt. Das letzte seiner 29 Länderspiele für Italien, bei denen ihm sieben Treffer gelangen, bestritt Giacomo Bulgarelli bereits am 25. Juni 1967 beim 1:0-Sieg in Rumänien.

### Nach der aktiven Zeit
Nach seinem Karriereende arbeitete Giacomo Bulgarelli ohne großen Erfolg als Sportdirektor beim FC Modena, dem FC Bologna, Catania, Pistoiese und in der Saison 1985/86 bei der US Palermo, die damals in der Serie B spielte. Ab den 1990er-Jahren war Giacomo Bulgarelli TV-Kommentator u. a. für RAI, TMC und Mediaset und kommentierte auch in den italienischen Versionen der FIFA-Videospielreihe.
Giacomo Bulgarelli starb am 12. Februar 2009 im Alter von 68 Jahren nach langer Krankheit in der Clinica Villa Nigrisoli in Bologna.
In Erinnerung an Giacomo Bulgarelli wird seit 2011 von der italienischen Spielergewerkschaft Associazione Italiana Calciatori sowie der Stiftung Associazione Giacomo Bulgarelli der Premio Bulgarelli Number 8 an den besten Mittelfeldspieler verliehen.

## Erfolge

### Im Verein
- Mitropapokal-Sieger: 1961
- Italienischer Meister: 1963/64
- Coppa-Italia-Sieger: 1969/70, 1973/74
- Englisch-italienischer Ligapokal-Sieger: 1970

### In der Nationalmannschaft
- Europameister: 1968